# فابریزیو دل روسو
فابریزیو دل روسو (انگلیسی: Fabrizio Del Rosso؛ زادهٔ ۲۵ مهٔ ۱۹۶۳) بازیکن فوتبال است.